# Centro Leonés
Centro Leonés fue una institución leonesa, fundada en 1917, que preconizó la unión de Castilla y León desde el Diario de León con la propuesta regionalista de Eugenio Merino Catecismo regionalista (1931).